# Padang Cakur
Padang Cakur is een bestuurslaag in het regentschap Pariaman van de provincie West-Sumatra, Indonesië. Padang Cakur telt 365 inwoners (volkstelling 2010).